# Reblochon

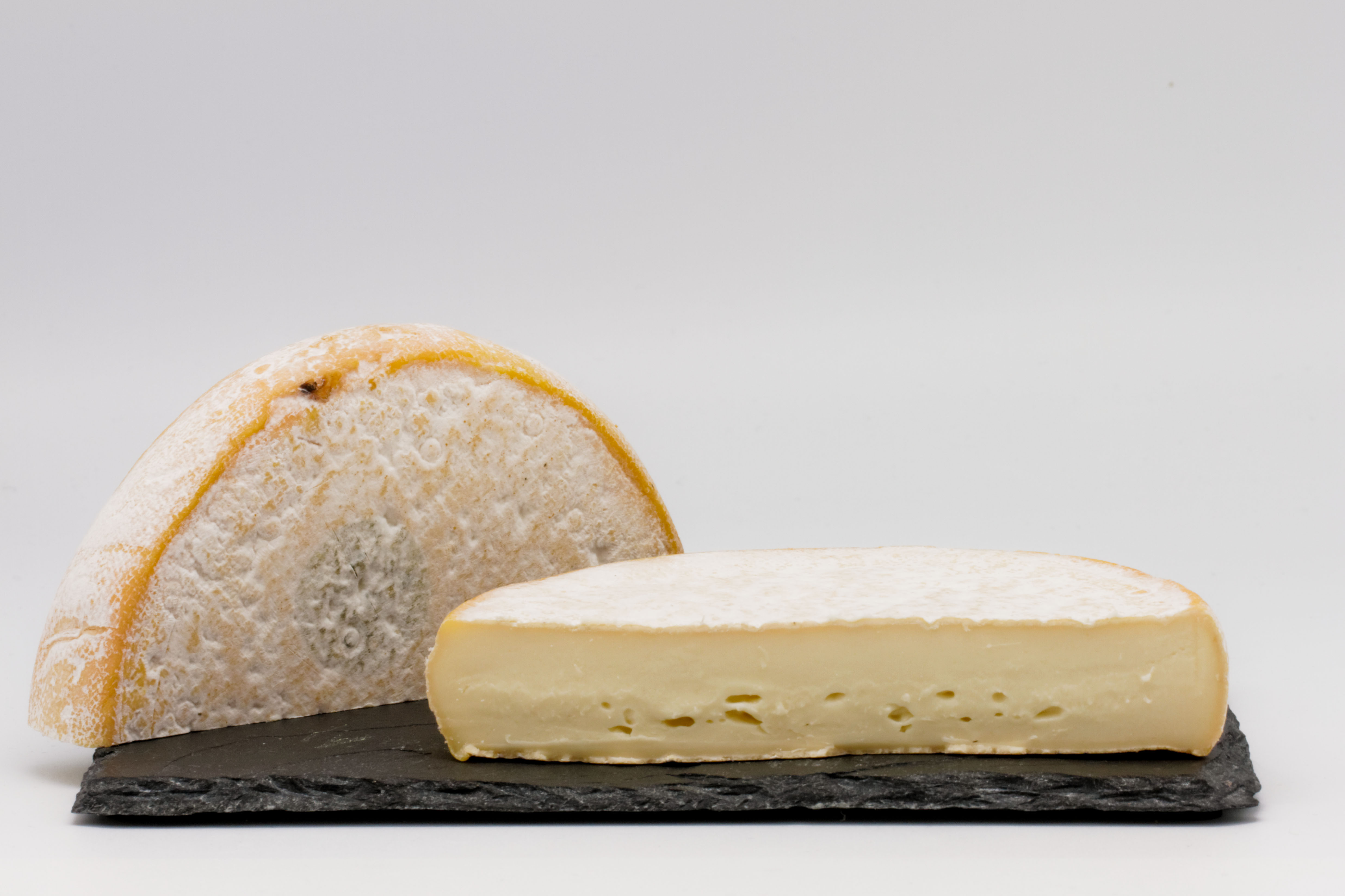
Brânza Reblochon

Reblochon-ul este  o brânză franceză din lapte crud și integral de vacă, cu pastă ușor presată și nefiartă. Se produce în departamentele Savoie și Haute-Savoie. Este folosită în mai multe feluri de mâncare tipice din gastronomia locală, în special în tartiflette.
Se prezintă sub forma de roată cilindrică plată, cu diametrul de 13-14 cm și cu greutatea cuprinsă între 450 și 550 gr. Coaja este netedă, de culoare variind de la galben la galben-portocalie, cu mucegai alb. Pasta ivorie este suplă, onctuoasă și fondantă.
Brânza Reblochon face obiectul unei denumiri de origine controlată (AOC) în Franța din anul 1958. În prezent este reglementat de o denumire de origine protejată (AOP) în Uniunea Europeană. Producția de Reblochon AOP era de 17.000 tone în anul 2005.